# PlanetRomeo
 (mars 2015).
Si vous disposez d'ouvrages ou d'articles de référence ou si vous connaissez des sites web de qualité traitant du thème abordé ici, merci de compléter l'article en donnant les références utiles à sa vérifiabilité et en les liant à la section « Notes et références ».
PlanetRomeo (anciennement GayRomeo) est un site web de rencontre pour hommes et un site web de réseautage social créé en 2002.

## Historique
Le site avait initialement pour vocation de mettre en relation des escorts avec des clients.
En 2003, le siège du site s'installe à Berlin.
En 2009, à la suite de sa fusion avec le site Guysformen.com, GayRomeo devient PlanetRomeo, provoquant un raz-de-marée de mécontentement chez les membres historiques.
Disponible en 15 langues, le site de rencontres homosexuelles se développe aujourd'hui à l’international. Il est la référence aux Philippines et en Italie, en plus des pays germanophones où il totalise plus de 400 000 utilisateurs inscrits. La France arrive quant à elle en quatrième position pour son nombre d’inscrits.[réf. nécessaire] Les villes françaises qui comptent le plus d'utilisateurs (données janvier 2011) sont Paris (22 000 inscrits) Lyon (4000) Strasbourg (2700) Marseille-Aix (2200) Nice (1900) Toulouse (1800) Lille (1800) et Montpellier (1400). En 2017, le site annonce qu'il arrive à plus de 2 millions de membres dans le monde.
PlanetRomeo est aussi le 1er site de rencontre gay à lancer son application de rencontre compatible iPad, iPhone et Android.

## Faits divers
Luka Rocco Magnotta, alors recherché par Interpol, arrive en France et passe la nuit du 28 mai 2012 chez un francilien rencontré sur PlanetRomeo.